# Sint-Antonius van Paduakerk (Charleroi)
De Sint-Antonius van Paduakerk is een rooms-katholieke kerk, in de wijk “Ville-basse” van de Belgische stad Charleroi.

## Geschiedenis
In 1678 vestigden de kapucijnen zich op de vlakte die nu de wijk “Ville-basse” is.
In die tijd lag de bedding van de Samber op de traject van de huidige “Boulevard Thirou”, en de eigenlijke ”Ville-basse” lag toen op de rechteroever: een gebied dat afhing van het prinsbisdom Luik.
Op 12 maart 1681, legde de plaatsvervangende gouverneur, Don Juan De la Passe, de eerste steen van het klooster der Capucijnen.
De kloosterkerk volgde acht jaar later: zij werd gebouwd in 1689 en kon slechts verwezenlijkt worden mits de gulle vrijgevigheid van Laurent Jacquier, de baron van Rosée. Op kerkelijk vlak behoorde de buurt tot het ambtsgebied van de parochie van Marcinelle.
Gedurende een kwart eeuw groeide de bevolking aan en de nood aan een eigen kerk voor de buurtbewoners deed zich voelen. Dit leidde ertoe dat in 1709 de Prins-Bisschop van Luik toestemming verleende tot de bouw van een nieuwe gebedsruimte.
Ondanks de belangrijke materiële bijdragen van hoogwaardigheidsbekleders (onder andere Dhr. Puissant, Dhr. Antoine Boens...) en van de plaatselijke bevolking, werd de bouw wegens omstandigheden nooit gerealiseerd.
In 1797 schafte de Franse bezetter de kloosters af, en werd de sluiting van de kerken in België bevolen, voor de priesters die weigerden de eed af te leggen, van trouw aan de Franse grondwet.
Ook de toezichthoudende pater van het Capucijnenklooster in de “Ville-basse” werd verjaagd en het klooster werd gesloten. De altaren van de bijhorende kerk werden afgebroken en het gebouw werd benut als hospitaal.
Nadat het Concordaat van 26 Messidor, jaar 4 (Republikeinse Kalender) van toepassing werd, kon de rooms-katholieke godsdienst opnieuw vrij beoefend worden.
Veranderingen op kerkelijk gebied leidden er eindelijk toe dat in 1804 de hoger genoemde wijk de zo lang verhoopte status van autonome parochie bekwam.
De kloosterkerk werd toen de eerste parochiekerk, en Eerwaarde Heer Albert Roisin werd -van 1805 tot 1810- de eerste pastoor.
In 1815 viel Napoleon Bonaparte definitief in de Slag bij Waterloo. De Nederlandse koning Willem I kreeg de heerschappij over de Nederlanden en ipso facto ook over het huidige België.
Tijdens zijn regering werd onder de leiding van de Nederlandse architect Jan Kuypers de huidige parochiekerk “Sint-Antonius van Padua” opgetrokken (1828-1830), op het terrein van het gesloten voormalige Kapucijnenklooster.
De werken (toegewezen voor ± 30.000 gulden) werden uitgevoerd door de aannemers Charles Barbier, Lambert Charlier, Benoît Louant en Jean-François Millamps.

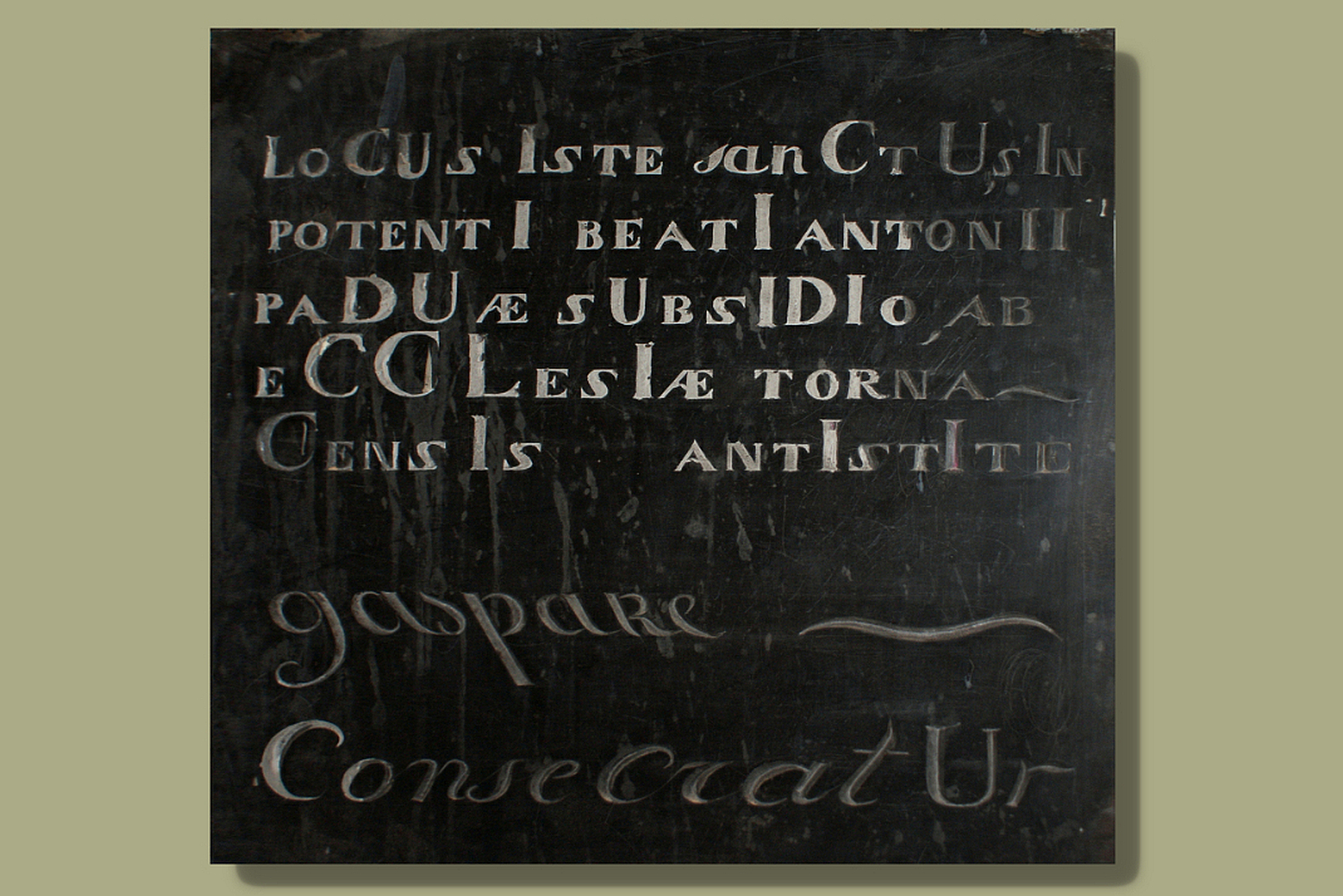
Chronogram aangaande de consecratie

Na de voltooiing -toevallig tijdens de woelige periode van de Belgische opstand tegen koning Willem I- werd de kerk op woensdag, 15 september 1830 eenvoudig ingezegend en in gebruik genomen. Daarvan getuigt de gedenksteen met chronogram die buiten, in het voorportaal, hoog onder het fronton is aangebracht: ProVIDentIa aUspICe hoC sanCtUarIUm peragItUr ("Dit heiligdom werd opgericht met de hulp van de Voorzienigheid").
Zeven jaar later, op zondag 16 april 1837, werd de kerk plechtig geconsacreerd door bisschop Gaspard-Joseph Labis. De gedenksteen met chronogram die hieraan herinnert, bevindt zich in de muur achter het hoofdaltaar. Hij luidt als volgt: LocUs Iste sanCtUs In potentI beatI AntonII PaDUae sUbsIdIo ab eCCLesIae tornaCensIs antIstIte Gaspare ConseCratUr (Deze heilige plaats werd, met de machtige bijstand van Sint-Antonius van Padua, gewijd door bisschop Gaspard van de kerk uit Doornik).

## Architectuur & Interieur
De kerk die met uitzondering van de voorgevel, volledig ingesloten is tussen andere gebouwen, werd opgetrokken in neoclassicistische stijl. De voorgevel heeft een gelijkenis met de Minervatempel (het Pantheon) van Athene.
Aan de enige toegang tot de kerk is een portaal gebouwd in een geheel van vier zuilen, die een driehoekig fronton ondersteunen.
Achter het portaal staat op het dak een opmerkelijk kleine klokkentoren die reeds enkele decennia na zijn constructie onvoldoende stevig bleek om de grote klok te torsen. Om die reden werd deze toren in 1865 versterkt.
De middenbeuk is 20 meter lang en 8 meter breed terwijl de zijbeuken een breedte van 5 meter hebben. In de muren van de zijbeuken ziet men -net onder het plafond- halfcirkelvormige ramen met veelkleurig (overwegend geel en rood) glas.
De vloer is bekleed met tegels van wit en zwart marmer.

### Koor
Het koor heeft een lengte van 10 meter en een breedte van 8,53 meter.
Men ziet er vier halfcirkelvormige glas-in-lood-vensters die taferelen uit het Nieuwe Testament voorstellen. Deze werden in 1956 verwezenlijkt naar de kartons van de plaatselijke surrealistische schilder Jean Ransy (° Baulers 11-3-1910, † Jumet 1991) die het jaar voordien (in 1955) de Prijs van Henegouwen verwierf.
Het hoofdaltaar in neoklassieke stijl is een zeer oud werk van de Antwerpse beeldhouwer Jan-Baptist Van Hool (° 1769, †1839). Het is versierd met een gebeeldhouwde lauwerkrans met fruit en bloemen, alsook met een voorstelling van het Lam Gods terwijl de buste van een cherubijntje en een voorstelling van het Sacrament het tabernakel verfraaien.
Aan beide zijden van het altaar ziet men een quasi levensgroot houten beeld: links een voorstelling van de Heilige Petrus en rechts de apostel Paulus.

### Zijbeuken
De linker- en de rechterzijbeuk worden beide gekenmerkt door een wit gebeeldhouwd houten zijaltaar, waarboven telkens een groot opvallend schilderij de aandacht trekt. Links is dit “Onze Lieve Vrouw der bedrukten”. Het werk is van de hand van de in Charleroi geboren beroemde schilder François-Joseph Navez (°Charleroi, 1787, † Brussel, 1869). Deze schonk het in 1846 aan de kerk van zijn jeugd. Naar hem is in Schaarbeek (waar hij een belangrijk deel van zijn activiteiten uitoefende) een straat genoemd, evenals in Charleroi. Zijn leerling en tevens schoonzoon, de oriëntalistische schilder Jean-François Portaels (° Vilvoorde, 3 april 1818 – † Schaarbeek, 8 februari 1895) leverde het werk dat in de rechterzijbeuk boven het altaar prijkt: “De prediking van Sint-Antonius in Afrika”. Ook naar hem is in Schaarbeek een straat genoemd.
In de scheiding tussen de linkerzijbeuk en het middenschip ziet men een blank lindehouten beeld van “Onze Lieve Vrouw met het kindje Jezus”. Deze nabootsing was aanvankelijk gepolychromeerd maar is in de loop van tijd van de verf ontdaan.
Hetzelfde is gebeurd met het beeld van St-Antonius van Padua naast de rechterzijbeuk, dat in de periode van 1830 tot 1834 vermoedelijk uit dezelfde houtsoort vervaardigd werd.
Achteraan in de rechterzijbeuk (nabij de uitgang) ziet men een ruimte waar voornamelijk de Maagd Maria wordt vereerd.

### Doopvont
Achteraan in de kerk, links, was aanvankelijk de doopkapel, conform met de in het verleden gangbare praktijk om het doopsel vlak bij de kerkingang te laten plaatsvinden.
Gelet op de nieuwe gebruiken die sedert de tweede helft van de 20-ste eeuw opgang hebben gemaakt, is in 1987 de doopvont verplaatst naar de middenbeuk.
De doopkapel van weleer is door architect Baudouin Librecht (Louvain-la-Neuve) omgebouwd tot onthaalruimte.

### Orgel
Het originele orgel, in 1865 gebouwd door de bekende Brusselse orgelbouwer Pierre Schyven (° Elsene 1827, † Elsene 1916) werd anno 1962 vergroot en gerenoveerd door het atelier Delmotte uit Doornik.

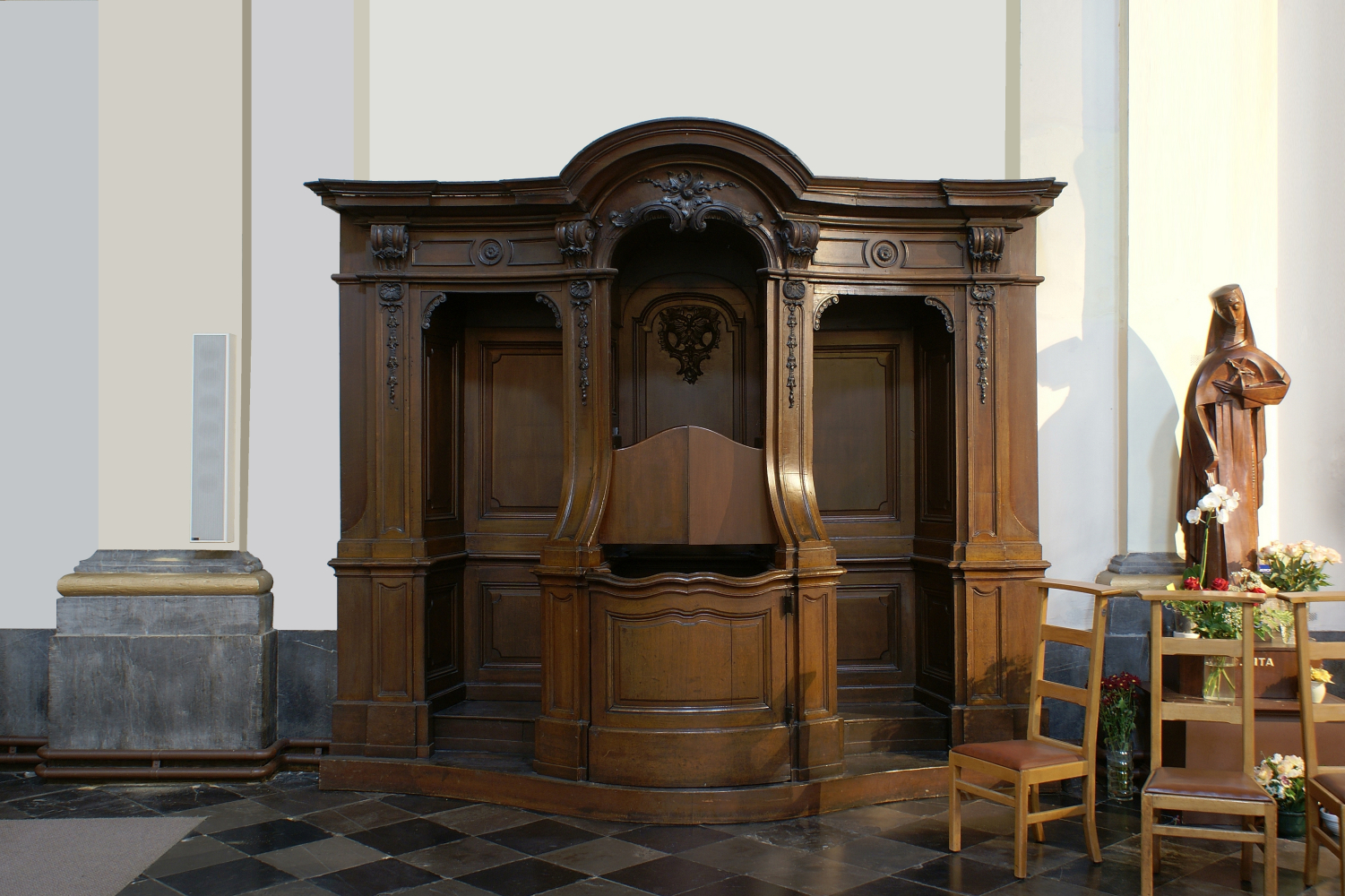
Biechtstoel herkomstig uit de Priorij van Oignies

### Biechtstoelen
Vier biechtstoelen, alle van het halfopen type, maken deel uit van het meubilair. De twee oudste zijn herkomstig uit de priorij van het gehucht Oignies (deelgemeente van Aiseau), ongeveer twaalf kilometer ten oosten van Charleroi. Deze priorij bestond reeds in de vroege middeleeuwen.
De twee andere biechtstoelen die evenzeer een respectabele leeftijd hebben, dateren van 1832, uit de beginperiode van de kerk.

### Preekstoel
Een zeer indrukwekkend geheel was ongetwijfeld de preekstoel. Dit kan men afleiden uit enkele overblijvende elementen. Men vermoedt dat hij gebouwd werd door dezelfde kunstenaar als het altaar, met name door Jan-Baptist Van Hool. Enkele delen ervan stelden Sint-Antonius voor, bij het ontvangen van 't Kindje Jezus uit de handen van de H. Maagd. De bruine houten gebeeldhouwde figuren die dit verbeelden, bestaan nog en zijn opgesteld in de rechterzijbeuk, nabij de ingang.